# Effroyables Jardins
Pour le roman de Michel Quint, voir Effroyables Jardins (roman).
Pour plus de détails, voir Fiche technique et Distribution.
Effroyables Jardins est un film français réalisé par Jean Becker, sorti en 2003. Il est adapté du roman éponyme de Michel Quint publié en 2000.
Le film commence dans les Années 1950. Jacques, un instituteur, exerce également sur son temps libre la profession de clown. Tous les ans, ce dernier joue dans la ville où il vivait durant l'occupation allemande. Lucien, son fils, ne comprend pas pourquoi son père, instituteur sérieux, se ridiculise ainsi.

## Synopsis
Dans les années 1950, Jacques, un instituteur de province, se rend comme tous les ans en compagnie de son épouse Louise et de ses enfants (Françoise et Lucien) dans la petite ville où il a vécu durant l'occupation allemande pour y faire un numéro de clown. Quand André, industriel et meilleur ami de Jacques, se rend compte que Lucien ne s'amuse pas beaucoup pendant le spectacle, il l'emmène à l'extérieur afin de lui raconter l'histoire à l'origine de la vocation de clown de son père.
En 1944 à Douai, André et Jacques sont déjà amis. Depuis le début de l'occupation, ils ne se sont pas vraiment impliqués dans la résistance. Le débarquement de Normandie vient d'avoir lieu, et cette évolution des évènements va exciter l'esprit de revanche des deux hommes qui décident de faire exploser un poste d'aiguillage ferroviaire. André place l'explosif pendant que Jacques attire l'attention de la sentinelle allemande. Or, le poste de commande n'était pas vide, et le vieux cheminot présent, Félix Gerbier, est gravement blessé. 
Le soir même, les deux hommes fêtent leur « exploit » en compagnie de Louise, la tenancière du café, qui n'est d'ailleurs pas insensible au charme de Jacques. Les Allemands font alors irruption et les arrêtent, ainsi que plusieurs autres personnes du village afin de constituer un groupe de quatre otages qui seront fusillés si les auteurs du méfait ne se dénoncent pas dans les 24 h. Or, les deux compères font partie des quatre otages retenus, en compagnie du jeune Émile Bailleul, un résistant, et de Thierry Plaisance, un agent d'assurances. En guise de prison provisoire, les quatre hommes sont jetés dans un puits argileux situé dans une carrière.
En raison de leur réputation, Thierry et Émile ne croient pas Jacques et André quand ils leur révèlent être les coupables. En attendant de connaitre leur sort, Bernd, un soldat allemand plein d'humanité et d'humour, les aide à surpasser ce mauvais moment grâce à ses clowneries : avant la guerre, il était en effet artiste de cirque se produisant chez Medrano à Paris sous le nom de scène de Zozo. Pendant ce temps, Félix, grièvement blessé mais lucide sur ses minces chances de survie, demande à sa femme Marie d'aller à la Kommandantur le dénoncer en tant qu'auteur du sabotage, afin de sauver la vie des quatre hommes. À contrecœur, celle-ci s'exécute. 
Le lendemain, Bernd, refusant de participer au peloton d'exécution qui s'apprête à fusiller les otages, jette son fusil et revêt son nez de clown, ce qui lui vaut d'être abattu sur-le-champ par son supérieur. Le nez roule au fond de la fosse où il est ramassé par Jacques. A peine quelques instants après, l'exécution est suspendue par la nouvelle de la dénonciation de Félix, qui passe au peloton dans la cour de l'hôpital. Jacques, André, Thierry et Émile sont libérés. Les deux premiers retrouvent Louise, et les trois amis se retirent dans une maison de campagne, où ils recoivent la visite d'Émile, qui leur apprend la vérité au sujet de Félix. Plus tard, Jacques et André se rendent à la carrière, et cherchent en vain où est enterré Bernd, donc ils ne connaissent que le prénom et son nom de scène, Zozo. Selon André, c'est à ce moment que Jacques a eu sa vocation de clown, en hommage à celui dont le sacrifice, avec celui de Félix, leur a sauvé la vie. 
A la Libération, les deux hommes rendent visite à Marie Gerbier, par ailleurs ancienne employée de la manufacture à chapeaux d'André, et lui avouent leur responsabilité dans le sabotage, chose qu'elle savait déjà puisque cette nuit là, Félix avait vu André s'enfuir juste avant l'explosion. Reconnaissant leur courage d'avoir osé lui dire la vérité, elle demande que ce secret soit bien gardé, afin de préserver la mémoire de Félix. Peu après, Jacques n'ose pas faire sa demande en mariage à Louise, et propose à André de tenter sa chance à sa place. Ce dernier y va, et à la grande surprise de Jacques, Louise se tourne vers lui et accepte d'un hochement de tête sa demande, qu'André lui a en fait transmise. 
De retour dans la salle de spectacle, Lucien voit d'un autre œil son père refaire les clowneries de ce soldat allemand et comprend ainsi le sens de cette vocation, qui est loin de paraître aussi ridicule qu'il le pensait. Jacques termine son spectacle en sortant un petit accordéon similaire à celui de Bernd, et tout comme celui-ci des années plus tôt, entonne Y a d'la joie.

## Fiche technique
- Titre : Effroyables Jardins
- Réalisation : Jean Becker
- 2e assistant réalisation : Dany Dittmann
- Stagiaire réalisation : Felicie Leguay
- Assistant réalisation repérages : Nicolas Porte
- Assistante chargée des comédiens : Sylvia Allègre
- Scénario et dialogues : Jean Cosmos, Guillaume Laurant et Jean Becker d'après le roman de Michel Quint
- Production : Louis Becker
- Musique originale : Zbigniew Preisner
- Photographie : Jean-Marie Dreujou
- Montage : Jacques Witta
- Décors : Bruno Margery et Thérèse Ripaud
- Costumes : Sylvie de Segonzac
- Scripte : Brigitte Hedou Prat
- Réalisateur making-off : Patrick Glaize
- Story-Board : Pierre-Emmanuel Chatiliez
- Format : couleurs - 35 mm - 2,35:1 (Cinémascope) - son Dolby numérique
- Langue : français
- Budget : 13,3 millions d'euros[1]
- Pays :  France
- Genre : drame
- Durée : 93 minutes
- Date de sortie :
  -  France : 26 mars 2003

## Distribution
- Jacques Villeret : Jacques Pouzay
- André Dussollier : André Desingy
- Thierry Lhermitte : Thierry Plaisance
- Benoît Magimel : Émile Bailleul
- Suzanne Flon : Marie Gerbier
- Isabelle Candelier : Louise, la femme de Jacques
- Damien Jouillerot : le fils (Lucien)
- Nina-Paloma Polly : la fille (Françoise)
- Bernie Collins : Bernd
- Victor Garrivier : Félix Gerbier
- Michel Cordes : le patron du tir
- Michael Hanemann : Feldwebel
- Manfred Andrae : Major
- Alexander Held : officier SS
- Yves Belluardo : paysan
- Jean-Claude Durand : Raoul/Cul fanny
- Solène Chavanne : Suzy
- Jacques Giraud : chef de gare
- Maxime Fouard : Paulo
- Romain Provvedi : Maurice
- Melanie Baxter-Jones : fille d'Émile en 1944
- Juliette Delfau : fille de la salle des fêtes
- Romaine Friess : fille de la salle des fêtes
- Gilles Jacquet : garde-champêtre
- Bernard Bolzinger : Quidam Mairie
- Ernst-Georg Schwill : Feldwebel gare
- Karl Jurgen Shiler : interprète SS
- Oliver Stern : sentinelle aiguillage
- Cédric Weber : ordonnance
- Christian Koerner : Otto
- Rémi Thiberge : Karl
- Markus Fennert : Fritz

## Lieux de tournage
Le film a été tourné pour une partie en région Occitanie à Saint-Denis-lès-Martel dans le Lot. Une partie du film a été tournée dans la gare de Saint-Denis-près-Martel qui conserve encore des signaux mécaniques qui correspondent à l'époque du film. Pour les besoins de la production, un poste d'aiguillage a été recréé au sud de la gare. Il est encore en état. L'aspect régional du récit disparaît tout à fait à l'écran, tant dans les paysages que dans les dialogues. Beaucoup d'autres scènes ont été tournées à Pélussin (Loire). Il s'agit du village que l'on voit à plusieurs reprises à l'écran. Certaines scènes ont été tournées à la carrière de Terre Blanche de Larnage. Le réalisateur s'est rapproché de la société Fayol pour aménager la carrière, en y creusant une fosse dans laquelle les acteurs se retrouvent piégés.

## Autour du film
- Nouvelles retrouvailles pour les acteurs Jacques Villeret, André Dussollier et Suzanne Flon autour de Jean Becker après Les Enfants du marais (1999) et Un crime au paradis (2001)
- Dans le film, André Dussollier, Thierry Lhermitte et Jacques Villeret portent leurs propres prénoms. Celui de Bernie Collins a été germanisé en « Bernd ».

## Distinctions
- Grand Prix Hydro-Québec 2003, Festival du cinéma international en Abitibi-Témiscamingue